# Isabel Macedo
Isabel Macedo (Buenos Aires, 1975. augusztus 2. –) argentin színésznő.

## Fiatalkora
Egy lánytestvére van. Tanulmányai helyett inkább egy színészválogatásra ment el, ahol felfedezték. Ekkor kezdődött színészi pályafutása. 

## Magánélete
Volt párjával, Facundo Arana argentin színésszel tíz évig éltek együtt, 2006-ban szakítottak. Pár hónap múlva Macedo egy elismert uruguayi fotóssal találkozgatott, akit a Csacska angyal montevideói bemutatóján ismert meg. Kapcsolatuk hat hónapig tartott. 2008 januárjában ismerkedett meg Simonnal Brocharddal, akivel októberben ért véget kapcsolatuk. Ezután az argentin sajtó szóba hozta Mario Gucieri modellel.
2009 januárjában egy tengerparti üdülőhelyen látták együtt legújabb kedvesével, Pablo Giancaterinóval. Ez a kapcsolat mindössze két hónapig tartott.

## Szerepei
- Cenizas del paraiso (1997)
- Verano del '98 (1998)
- Vad angyal (1998)
- Amor latino (2000)
- Son amores (2002)
- Mil milliones (2002)
- Csacska angyal (2004–2005)
- Alma pirata (2006)
- Gigantes de valdes(2007)
- Son de fierro (2007)
- Don Juan y su bella dama (2008–2009)
- Botineras (2009–2010)